# 霧裡薛圳
霧裡薛圳（臺灣閩南語：Bū-lí-sih-tsùn），日治時期部份文獻誤記為霧裡薜圳。位於臺灣臺北市，又名內湖陂或周七股圳。為清朝雍正年間由墾戶集資興建、用於灌溉大加蠟西側的水道。今日，圳道幾乎已經全部予以填平荒廢，僅殘留幾小段。因其名氣遠不如瑠公圳，因此常被誤認為後者。
2025年5月，霧裡薛圳被台北市文化資產審議會列為直轄市定古蹟。

## 簡介
霧裡薛圳是灌溉台北市西側的人工水圳，因水源來自「霧裡薛溪」（今景美溪）而得名，為台北盆地內最早有興建的水圳有紀錄者。根據日本時代業主呈報給台灣總督府的沿革資料，本圳於1724年（雍正2年）由墾戶著手興建，時間上比著名的瑠公圳的1760年（乾隆25年）還要早。但工程到半途時資金短缺，便由十位周姓人士合股七股共出資兩萬銀元，因此得名周七股圳；由陳元利號提供儲水的埤地，並與周和軒號一起監督埤岸和水門的工程，於乾隆初年完工，共灌溉589甲田地。用水戶每甲田須繳付一兩二錢，出資者每年每股可收水租100多兩。
《淡水廳志》記載：「內湖陂，又名霧裡薛圳，在拳山堡，距廳北一百餘里。莊民所置。其水由內湖溝仔口、鯉魚山腳築陂鑿穿石門過梘尾街、後溪仔口、公館街後通流，灌溉大加蠟西畔古亭倉、陂仔腳、三板橋 、大灣、下陂頭及艋舺街一帶等田七百餘甲，至雙連陂為界。」可見到同治年間，霧裡薛圳的灌溉範圍已擴大到古亭、三板橋、下埤頭、艋舺街，超過七百甲田地。其中「內湖」為木柵景美溪沿岸之古地名，與現今臺北市內湖區無關。
嘉慶年間，由周和記號籌措資金修復被洪水造成的損壞，因此周和記也加入經營，每年可收取一股水租。爾後也由該號負責水圳修繕，費用由其他七股分攤。
2025年5月26日，霧裡薛圳通過台北市的第182次文化資產審議會審議，以「霧裡薛圳第二支線明渠」之名列為台北市的直轄市定古蹟。

## 管理與合併
霧裡薛圳原為周姓七股和提供土地的陳元利號共有，但之後陳家退出，權益便一直全由周姓持有。
在1901年被公告為公共埤圳之前，佔有圳道或天然埤塘上游的家族常常丈著權勢向下游使用者徵收使用費，引來公憤常常起衝突。最有名的是發生在1890年代，鄰近的另一個灌溉水源大灣區域（今仁愛圓環附近，邊界為安和路－延吉街的天然水源）的衝突間接影響埤圳的管理制度。
臺灣總督府於 1901 年頒布〈臺灣公共埤圳規則〉。霧裡薛圳也就因此與瑠公圳、大坪林圳一起被公告為與公共利益有關的「公共埤圳」，受官方監督。到了1907年，更與上埤一起併入受「瑠公水利組合」（今「瑠公農田水利會」）管理。隨後進行水道整併與修改，統一取水口與輸水幹線、廢除不必要的水路，於1909年完工。原主線前段部份廢棄，公館之後的後段成為「第二幹線」。
併入後，原周家圳主仍可每年獲得140圓收益；到1915年（大正4年）3月，瑠公水利組合才以1610圓買下所有權。

## 路線

### 取水口
原在文山堡內湖埤腹西側、日本時代埤腹段32、35地號，景美溪彎曲處，即今文山區木柵和興路西側、埤腹抽水站附近。

### 前段
沿景美溪邊的木柵路往景美，經景後街至景中街附近。此段在合併後即廢棄填平，已無跡可尋。
之後經景興路、景華街、興隆路一段內的巷弄，在萬盛公園附近與瑠公圳幹線立體交叉；轉西行過羅斯福路，在師大分部（師大公館校區）附近與瑠公圳幹線平行沿羅斯福路往北。此段改為排水溝渠，導入新店溪內，現今仍有多段跡循可探查。

### 後段
經公館基隆路圓環，大致沿汀州路走，經新生南路西側，到今溫州街附近的「九汴頭」。後分出 9 條分流，其中含 3 條主支線，分別為第一、第二及第三霧里薛支線。
林口支線
在觀音山（寶藏巖）東側分出，繞山腳至北側，進入林口（今汀州路三段一帶），至金門街附近。
但《淡水廳志》將此支線歸屬於瑠公圳。
第一霧裡薛支線
向東穿越國立台灣大學及辛亥路後，圳道沿途約略為今日之和平東路二段76、90巷－瑞安街－復興南路－安東街－龍江路與復興北路間迂迴－榮星花園，現皆已地下化。
此路線常常與流經安和路、敦南誠品、頂好商圈、SOGO忠孝店後方瑠公圳公園之溪流混淆，此處為另一個灌溉系統「大灣」。
第二霧裡薛支線
穿越溫州街，經過國立台灣師範大學、三板橋（今林森北路九條通），北行至牛埔分出西新庄子支線和牛埔支線。本支線、西新庄子支線之圳道大致與新生北路平行。
1933年興建「特一號排水」（今新生南北路），也稱為「堀川」；1972年新生南路段改為水泥箱涵，並加蓋埋在地下。很多人將「特一號排水」也稱為瑠公圳，係因誤以為台灣大學西側的路段就是第二幹線，實際上僅有小段路線相鄰。
第三霧裡薛支線
經古亭至和平西路、南昌街口，目前已填平。

## 荒廢
1940年代起，隨著台北市產業結構改變與人口移入，農田大量改為建地，而不再需要用水灌溉，圳道便遭棄置，填平改為道路、改建為溝渠，甚至直接被排入污水。

## 遺跡
- 景尾開道碑：位於景美橋旁，記述瑠公圳改道後景美街修路與木柵路一段開闢始末。[12]
- 台灣大學醉月湖：原大安支線、第一霧裡薛支線間農用池埤。
- 溫州街46巷：第二霧裡薛支線。
- 泰順街38巷口：跨第二霧裡薛支線的小橋護欄遺跡。[13]

## 外部連結
- 瑠公圳相關圖籍 /臺灣水圳文化網 （页面存档备份，存于）
- 台北市瑠公農田水利會 （页面存档备份，存于）
- 瑠公圳、霧裡薛圳、大坪林圳的水路標於 Google 地圖上